# Alveopora allingi
Alveopora allingi är en korallart som beskrevs av Hoffmeister 1925. Alveopora allingi ingår i släktet Alveopora och familjen Poritidae. IUCN kategoriserar arten globalt som sårbar. Inga underarter finns listade i Catalogue of Life.